# Intersindical Nacional Galega
Intersindical Nacional Galega (ING) va ser un sindicat nacionalista gallec format al març de 1977 de la unió del Sindicato Obreiro Galego, UTEG, UTSG, UTBG i el SGTM. Francisco García Montes va ser el seu secretari general. Va celebrar el seu primer Congrés a l'octubre de 1977. En les primeres eleccions sindicals de 1978 la ING es va convertir en el tercer sindicat de Galícia amb 722 delegats (13,5%). El setembre del 1980 es va fusionar amb la Central de Traballadores Galegos per a denominar-se, a partir de 1981, Intersindical Nacional dos Traballadores Galegos (INTG). A les eleccions sindicals de 1980 va augmentar la seva representació fins a 1.679 delegats (17,5%).